# Cetro Imperial
O Cetro Imperial, símbolo do poder e autoridade do monarca brasileiro, era utilizado em cerimônias solenes como a Coroação e a abertura e fechamento da Assembleia Geral, acompanhado de toda indumentária Imperial, com o manto e outras Joias da Coroa. É juntamente com a Coroa Imperial e as demais Joias da Coroa, um dos trabalhos de joalheria mais importantes da América Latina.

## Descrição

Formato original.

Ponteira em ouro cinzelada e gravada com decoração de grinalda de folhas, frutos de carvalho e um molho de folhagens cingido por um listel, terminando em forma de calota. Haste em latão oca e lisa, chapeada a ouro, constituída de seis segmentos articulados. Na parte superior, uma grinalda de folhas e frutos de carvalho. Capitel em forma de campana invertida, ornada por folhagens estilizadas sob ábaco retangular de ângulos seccionados e moldura de folhas estilizadas. Sobre este, há uma serpe representando as armas da família Bragança, com asas espalmadas, a cauda revirada para cima, boca aberta, língua móvel e farpada e olhos com brilhantes incrustados que foram afixados na época da coroação de d. Pedro II.

## Uso cerimonial
Era utilizado em cerimônias solenes, em exemplo da Coroação dos Imperadores Brasileiros, D. Pedro I e D. Pedro II, e a abertura e fechamento da Assembleia Geral. Era entregue ao soberano por último durante a cerimônia, após a entrega da Mão da Justiça.

## Atualidade
Após a proclamação da República, fez parte do Tesouro Nacional e, atualmente, faz parte do acervo do Museu Imperial de Petrópolis.